# Eugenio Florian
Eugenio Florian (Venezia, 25 novembre 1869 – Venezia, 28 marzo 1945) è stato un giurista e politico italiano.

## Biografia
Nato da Antonio e da Anna Veronese, frequentò la Facoltà di Giurisprudenza dell'Università degli Studi di Padova. Durante il suo percorso di studi, fu nominato redattore del giornale genovese Colombo, e successivamente, entrò a far parte della redazione del Gazzettino di Venezia, di cui fu a capo dopo il conseguimento della laurea. Laureato nel 1892, ha elaborato una tesi sui reati contro l'onore in diritto penale, riconducendo il conflitto che da sempre esiste tra l'individuo e la società, sottolineando la rilevanza del movente, in quanto motivo che spinge a compiere l'azione. Con la sua tesi risulta perciò rivisitata l'Exceptio veritatis, in quanto Florian sosteneva che il reato contro l'onore fosse tale solo nel caso in cui l'accusato avesse perseguito esclusivamente il fine di diffamare il soggetto colpito. Necessario è perciò secondo Florian indagare sull'oggettiva veridicità dei fatti e delineare un elemento psicologico, condannando chi, pur affermando il vero, abbia agito per ignobili ragioni.
Nel 1893 la sua tesi viene pubblicata a Torino e ripresa in seguito nell’opera L’ingiuria e la diffamazione (1939).
Oltre che nell'ambito giuridico, Florian è sempre stato molto attivo nel panorama giornalistico. Trasferendosi a Roma alla fine dell'Ottocento, essendo il redattore della Cassazione unica penale negli anni 1896-1897, conobbe Cavaglieri, il fondatore della Rivista italiana di sociologia. Il giurista e Cavaglieri collaborarono nella pubblicazione dell'opera I vagabondi.
Nel 1902 venne designato come professore straordinario di diritto e procedura giudiziaria all'università di Urbino, e due anni dopo divenne ordinario; insegnò a Urbino fino al 17 dicembre del 1904. Successivamente insegnò a Venezia, nella sezione magistrale e consolare, poi a Padova, in seguito come professore straordinario a Sassari e poi ottenne la cattedra a Cagliari; chiese il trasferimento a Messina, in cui insegnò per un anno, per poi spostarsi all'università di Siena nel 1917. Due anni dopo, Florian si trasferì ancora una volta, a Modena, dove restò fino al 1926; infine insegnò a Torino corsi di perfezionamento in antropologia criminale e diritto penale.
Nello stesso anno pubblica Delle prove penali, un'opera basata sull'indagine positiva, la quale elogia le scienze biologiche in quanto determinanti per delineare il profilo psicologico dell'imputato.
Fu nominato consigliere comunale e provinciale, e nel 1921 fu anche eletto deputato alla Camera nella XXVI legislatura (1922-24) per il Partito Socialista Italiano. Il 15 giugno 1924, Florian scrisse a Filippo Turati una lettera da Venezia in cui diceva che il martirio di Giacomo Matteotti sarebbe restato “in eterno patrimonio sacro a noi suoi compagni e dei lavoratori tutti”.
Firmò il Manifesto degli intellettuali antifascisti voluto da Benedetto Croce; a seguito dello scioglimento dei partiti, Florian lasciò l'attività politica.
Nel 1910 fonda la Rivista di diritto e procedura penale in collaborazione con Zerboglio; undici anni dopo, nel 1921, la rivista e La Scuola positiva si unirono, dando vita alla Scuola positiva: Rivista di diritto e procedura penale. Evidente risulta perciò l'aderenza da parte di Florian alla scuola del positivismo.
Nel 1926 istituisce una scuola di perfezionamento di diritto e antropologia criminale a Torino, affidandone la direzione a Mario Carrara.
Il 28 marzo 1945 morì a Venezia, colpito da un'emorragia cerebrale.